# الدوري الهولندي الدرجة الأولى 2012–13
الدوري الهولندي الدرجة الأولى 2012–2013 هو الموسم السابع والخمسون من الدوري الهولندي الدرجة الأولى منذ إنشائه في عام 1956. فاز بهذا الموسم نادي كامبور.

## الفرق
يشارك 20 نادي في الدوري: النادي الذي يحتل المرتبة الأولى في هذا الدوري يتأهل مباشرة إلى الدوري الهولندي الممتاز، تأهل في هذه الدوري نادي كامبور.